# The Wiser Sex
The Wiser Sex é um filme pre-Code estadunidense de 1932, do gênero comédia dramática criminal, dirigido por Berthold Viertel, e estrelado por Claudette Colbert, Melvyn Douglas, Lilyan Tashman e William Boyd. O roteiro de Caroline Francke e Harry Hervey foi baseado na peça teatral "The Woman in the Case" (1905), de Clyde Fitch.
A peça teatral de Fitch foi adaptada pela primeira vez como uma produção homônima em 1916, dirigida por Hugh Ford e estrelada por Pauline Frederick. O filme "The Law and the Woman" (1922), dirigido por Penrhyn Stanlaws e estrelado por Betty Compson, também foi baseado na peça de Fitch.
A produção marca a estreia cinematográfica de Franchot Tone, além de marcar o último trabalho da atriz veterana Effie Shannon no cinema.

## Sinopse
Depois que o promotor David Rolfe (Melvyn Douglas) prende o gângster Benny Morgan, o mafioso Harry Evans (William Boyd) dá ordens ao seu motorista (Douglass Dumbrille) para matar David, mas o motorista não consegue realizar a tarefa – o que faz Evans começar a persegui-lo. Após se envolver em um grande problema, David é acusado por um assassinato que não cometeu, o que faz sua namorada, Margaret Hughes (Claudette Colbert), se disfarçar para reunir provas e, assim, conseguir libertá-lo.

## Elenco
- Claudette Colbert como Margaret Hughes / Ruby Kennedy
- Melvyn Douglas como Promotor David Rolfe
- Lilyan Tashman como Claire Foster
- William Boyd como Harry Evans
- Ross Alexander como Jimmy O'Neill
- Franchot Tone como Phil Long
- Effie Shannon como Sra. Hughes
- Paul Harvey como Blaney
- Victor Kilian como Ed
- Douglass Dumbrille como Motorista

## Produção
O título de produção do filme foi "The Weaker Sex". O filme foi gravado nos estúdios da Paramount-Publix em Astoria, Long Island.